# Village People
Village People es una agrupación estadounidense de música disco formada en la ciudad de Nueva York en 1977, reconocida a nivel internacional tanto por sus peculiares disfraces como por sus canciones pegadizas, con letras sugerentes y llenas de doble sentido. Los miembros originales del grupo eran Victor Willis (el policía), Felipe Rose (el amerindio), David Hodo / Apolo  (el albañil), Alex Briley (el militar), Glenn Hughes (el motero) y Randy Jones (el vaquero). Estas personificaciones masculinas eran insinuaciones nada sutiles sobre la presunta homosexualidad del grupo, plasmadas de acuerdo con los estereotipos o típicos gais de la época. Muchos de estos prototipos de hombre homosexual se pueden encontrar en el arte erótico de Tom of Finland y revistas como Physique Pictorial.

## Los 70 y principios de los 80
Mezcla de ingenio y exageración, Village People se convirtió en un fenómeno mundial durante los años dorados del disco. El grupo fue fundado en 1977 en Nueva York por dos músicos franceses: Jacques Morali, un productor consumado que estaba teniendo éxito en las listas disco con el grupo The Ritchie Family, y Henri Belolo. El grupo fue creado específicamente para promocionar e interpretar las creaciones de música disco de estos dos músicos y para atraer a la audiencia homosexual a través de los estereotipos más comunes a los que respondía este colectivo. Al igual que los Boney M, Village People fue un grupo «diseñado a medida». A pesar de que los compositores eran franceses, las canciones eran todas en inglés.
En la medida en que preparaba su grupo, Morali firmó un contrato con la discográfica Casablanca, muy exitosa entonces gracias al éxito de Donna Summer. El nombre del grupo hace referencia a una conocida zona de ambiente gay de Nueva York, el Greenwich Village. Jacques Morali y Henri Belolo se inspiraron en diversos arquetipos o estéticas extraídos de la gente que frecuentaba el Village. Aunque el grupo interpretaba temas con un mensaje gay, en la formación original había miembros tanto hetero como homosexuales.
Los compositores Phim Hurt y Peter Whitehead se encargaron de componer temas en los que la temática homosexual se colaba a través de roles, usos y costumbres. Canciones como Go West o  Macho Man tocaban los intereses del grupo. Al mismo tiempo se eligieron personajes y su vestimenta para completar la puesta en escena: vaquero, motociclista, soldado, indio, policía y un trabajador de la construcción bailaban una coreografía planeada para el público deseado.
El primer integrante elegido para el grupo fue Felipe Rose[cita requerida], a quien vieron bailando en un bar del Greenwich Village vestido como indio. Morali y su socio Henri Belolo contrataron a los compositores Phim Hurt y Peter Whitehead para que empezaran a armar un repertorio antes de que la formación se completara con Alexander Briley, Randy Jones, David Hodo, Glenn Hughes y el cantante Victor Willis, a quien encontraron en un espectáculo en Broadway.
A cada integrante se le vistió con una indumentaria que encajaba dentro del estereotipo del macho homosexual. Así, Rose se convirtió en el indio americano, Jones era el vaquero, Willis hacía de policía, Hodo de constructor, Hughes de motociclista y Briley de soldado.
La primera canción del grupo en aparecer en listas fue San Francisco (You've Got Me) en 1977, que llegó al lugar 50 de las listas en Inglaterra. En Estados Unidos fue Macho Man, que en 1978 se coló entre las 30 principales. Luego vendría Y.M.C.A., que fue número uno en Inglaterra y número dos en Estados Unidos. Aun hoy en día, se puede ver el característico baile formando las letras una por una con los brazos en bodas, eventos y campamentos escolares. Como anécdota curiosa, en la quinta entrada de todos los partidos de béisbol en el Yankee Stadium, el personal al cargo del campo deja lo que está haciendo y baila mientras suena el YMCA mientras el público los anima.
YMCA no estuvo exenta de controversia. Dado que la Young Men's Christian Association (YMCA) es una asociación de carácter cristiano que se dedica a la ayuda y orientación de los jóvenes, se sintió afectada porque un grupo supuestamente homosexual le dedicara una canción, lo que la llevó a demandar a Village People. Sin embargo, la demanda fue retirada sin dar mayores explicaciones.
El siguiente éxito fue In the Navy, que fue número dos en Inglaterra y 3 en Estados Unidos... y provocó otra controversia. La Marina de los Estados Unidos consideró utilizar este éxito de los Village People para una campaña de reclutamiento en televisión y radio. Se pusieron en contacto con Belolo, quien decidió ceder los derechos gratuitamente a cambio de que la Marina los ayudase en la filmación del videoclip. Menos de un mes después, los Village People llegaron a la Base Naval de San Diego, California, se les permitió usar un buque de guerra, algunos aviones y cientos de marineros. Cuando el vídeo se empezó a emitir, algunos periódicos protestaron por el uso del dinero de los contribuyentes para financiar vídeos musicales (especialmente a un grupo al que algunos consideraban como «moralmente sospechoso»). La Marina rápidamente canceló la campaña, pero el escándalo propulsó la popularidad de la canción.
Un dato interesante sobre las grabaciones de los Village People es que los coros de sus canciones más conocidas los hicieron dos músicos de estudio que más tarde militarían en grupos conocidos: Bill Champlin de Chicago y Richard Page de Mr. Mister.
El grupo también apareció en una película de 1980 llamada Can't Stop the Music, dirigida por Nancy Walker y escrita por Allan Carr y Bronte Woodard. Fue protagonizada por Steve Guttenberg, Valerie Perrine, Bruce Jenner y los Village People. La película fue elegida como Peor Película y como Peor Guion en los Anti-Oscars, aunque fue candidata a todas sus categorías. En la banda sonora de la película podemos encontrar a «David London», quien usando su nombre real Dennis «Fergie» Frederiksen llegaría a ser el cantante principal de Toto y uno de los que más contribuiría al siguiente álbum de los Village People.
En 1981, con la popularidad de la música disco de capa caída y la New Wave ganando en popularidad, los Village People cambiaron sus disfraces por un nuevo look inspirado por el movimiento de los Nuevos Románticos, lanzando un nuevo álbum al estilo New Wave, Renaissance, que no tuvo demasiado éxito.
En 1994, los Village People cantaron junto a la selección alemana su himno oficial (Far Away in America) en el mundial de fútbol en Estados Unidos.

## Discografía

### Álbumes de estudio
| Título                                             | Detalles                                                                      | Posición en las listas | Posición en las listas | Posición en las listas | Posición en las listas | Posición en las listas | Posición en las listas | Posición en las listas | Posición en las listas | Posición en las listas | Posición en las listas | Certificaciones                                  |
| Título                                             | Detalles                                                                      | EE. UU.                | EE. UU. R&B            | AUT                    | CAN                    | ALE                    | HOL                    | NZ                     | NOR                    | SUE                    | R.U.                   | Certificaciones                                  |
| -------------------------------------------------- | ----------------------------------------------------------------------------- | ---------------------- | ---------------------- | ---------------------- | ---------------------- | ---------------------- | ---------------------- | ---------------------- | ---------------------- | ---------------------- | ---------------------- | ------------------------------------------------ |
| Village People                                     | - Publicación: julio de 1977 - Discográfica: Casablanca                       | 54                     | 36                     | —                      | 70                     | —                      | —                      | —                      | —                      | 29                     | —                      | - CAN: Platino - EE. UU.: Oro                    |
| Macho Man                                          | - Publicación: febrero de 1978 - Discográfica: Casablanca                     | 24                     | 31                     | —                      | 21                     | —                      | —                      | —                      | —                      | 37                     | —                      | - CAN: 3x Platino - EE. UU.: Platino             |
| Cruisin'                                           | - Publicación: septiembre de 1978 - Discográfica: Casablanca                  | 3                      | 5                      | 1                      | 2                      | 1                      | 6                      | 6                      | 5                      | 3                      | 24                     | - CAN: 4x Platino - ALE: Oro - EE. UU.: Platino  |
| Go West                                            | - Publicación: marzo de 1979 - Discográfica: Casablanca                       | 8                      | 14                     | 22                     | 2                      | 14                     | 8                      | 28                     | 4                      | 7                      | 14                     | - CAN: 3x Platino - R.U.: Oro - EE. UU.: Platino |
| Live and Sleazy                                    | - Publicación: septiembre de 1979 - Discográfica: Casablanca                  | 32                     | 57                     | —                      | 23                     | —                      | —                      | —                      | 13                     | 25                     | —                      | - CAN: Platino - EE. UU.: Oro                    |
| Can't Stop the Music                               | - Publicación: mayo de 1980 - Discográfica: Casablanca                        | 47                     | —                      | —                      | —                      | —                      | 20                     | 4                      | 17                     | 35                     | 9                      |                                                  |
| Renaissance                                        | - Publicación: junio de 1981 - Discográfica: RCA (EE. UU.) Casablanca (Japón) | 138                    | —                      | —                      | —                      | —                      | —                      | 34                     | —                      | —                      | —                      |                                                  |
| Fox on the Box/In the Street                       | - Publicación: mayo de 1982 - Discográfica: RCA (EE. UU.) Casablanca (Japón)  | —                      | —                      | —                      | —                      | —                      | —                      | —                      | —                      | —                      | —                      |                                                  |
| Sex Over the Phone                                 | - Publicación: septiembre de 1985 - Discográfica: Black Scorpio               | —                      | —                      | —                      | —                      | —                      | —                      | —                      | —                      | 47                     | —                      |                                                  |
| «—» Denota que no ingresó en las listas de éxitos. |                                                                               |                        |                        |                        |                        |                        |                        |                        |                        |                        |                        |                                                  |

### Compilados y otros álbumes
- Live: Seoul Song Festival (1984)
- Greatest Hits (1988)
- Greatest Hits '89 Remixes (1989)
- The Best of Village People (1994)
- The Very Best Of (1998)
- 20th Century Masters, The Millennium Collection ... The Best of Village People (2001)
- Universal Music Icon Series: Village People (2014)

### Sencillos
| Año                                                            | Sencillo                           | Máxima posición en las listas | Máxima posición en las listas | Máxima posición en las listas | Máxima posición en las listas | Máxima posición en las listas | Máxima posición en las listas | Máxima posición en las listas | Máxima posición en las listas | Máxima posición en las listas | Máxima posición en las listas | Máxima posición en las listas | Certificaciones                               | Álbum                      |
| Año                                                            | Sencillo                           | EE. UU.                       | AUS                           | BEL                           | CAN                           | ALE                           | IRL                           | HOL                           | NZ                            | NOR                           | SUE                           | R.U.                          | Certificaciones                               | Álbum                      |
| -------------------------------------------------------------- | ---------------------------------- | ----------------------------- | ----------------------------- | ----------------------------- | ----------------------------- | ----------------------------- | ----------------------------- | ----------------------------- | ----------------------------- | ----------------------------- | ----------------------------- | ----------------------------- | --------------------------------------------- | -------------------------- |
| 1977                                                           | San Francisco (You've Got Me)      | 102                           | 15                            | —                             | —                             | —                             | —                             | —                             | —                             | —                             | 9                             | 45                            |                                               | Village People             |
| 1977                                                           | In Hollywood (Everybody Is a Star) | —                             | —                             | —                             | —                             | —                             | —                             | 27                            | —                             | —                             | —                             | —                             |                                               | Village People             |
| 1978                                                           | I Am What I Am                     | —                             | —                             | —                             | —                             | 32                            | —                             | —                             | —                             | —                             | —                             | —                             |                                               | Macho Man                  |
| 1978                                                           | Macho Man                          | 25                            | 3                             | —                             | 16                            | —                             | —                             | —                             | 7                             | —                             | —                             | —                             | - EE. UU.: Oro                                | Macho Man                  |
| 1978                                                           | Y.M.C.A.                           | 2                             | 1                             | 1                             | 1                             | 1                             | 1                             | 1                             | 1                             | 2                             | 1                             | 1                             | - ALE: Oro - R.U.: Platino - EE. UU.: Platino | Cruisin'                   |
| 1979                                                           | In the Navy                        | 3                             | 7                             | 1                             | 1                             | 3                             | 2                             | 1                             | 7                             | 2                             | 3                             | 2                             | - R.U.: Plata - EE. UU.: Oro                  | Go West                    |
| 1979                                                           | Go West                            | 45                            | —                             | 12                            | 41                            | —                             | 15                            | 29                            | —                             | —                             | —                             | 15                            |                                               | Go West                    |
| 1979                                                           | Ready for the 80's                 | 52                            | —                             | —                             | —                             | —                             | —                             | —                             | —                             | —                             | —                             | —                             |                                               | Live and Sleazy            |
| 1979                                                           | Sleazy                             | —                             | —                             | —                             | —                             | —                             | —                             | —                             | —                             | 9                             | —                             | —                             |                                               | Live and Sleazy            |
| 1980                                                           | Can't Stop the Music               | —                             | 1                             | 7                             | —                             | 10                            | 18                            | —                             | 2                             | —                             | 15                            | 11                            |                                               | Can't Stop the Music       |
| 1980                                                           | Magic Night                        | —                             | 88                            | —                             | —                             | —                             | —                             | —                             | —                             | —                             | —                             | —                             |                                               | Can't Stop the Music       |
| 1981                                                           | Do You Wanna Spend the Night       | —                             | 48                            | —                             | —                             | —                             | —                             | —                             | —                             | —                             | —                             | —                             |                                               | Renaissance                |
| 1981                                                           | 5 O'Clock in the Morning           | —                             | —                             | —                             | —                             | —                             | —                             | —                             | —                             | —                             | —                             | —                             |                                               | Renaissance                |
| 1982                                                           | Action Man                         | —                             | —                             | —                             | —                             | —                             | —                             | —                             | —                             | —                             | —                             | —                             |                                               | Renaissance                |
| 1982                                                           | Jungle City                        | —                             | —                             | —                             | —                             | —                             | —                             | —                             | —                             | —                             | —                             | —                             |                                               | Renaissance                |
| 1985                                                           | Sex Over the Phone                 | —                             | —                             | —                             | —                             | 40                            | —                             | —                             | —                             | —                             | —                             | 59                            |                                               | Sex Over the Phone         |
| 1985                                                           | New York City                      | —                             | —                             | —                             | —                             | —                             | —                             | —                             | —                             | —                             | —                             | —                             |                                               | Sex Over the Phone         |
| 1989                                                           | Livin' in the Wildlife             | —                             | —                             | —                             | —                             | —                             | —                             | —                             | —                             | —                             | —                             | —                             |                                               | Sin álbum                  |
| 1989                                                           | Megamix                            | —                             | —                             | 14                            | —                             | —                             | —                             | —                             | —                             | —                             | —                             | —                             |                                               | Sin álbum                  |
| 1993                                                           | Y.M.C.A. '93 Remix                 | —                             | —                             | —                             | —                             | 96                            | 12                            | —                             | 46                            | —                             | —                             | 12                            |                                               | The Best of Village People |
| 1994                                                           | In the Navy '94 Remix              | —                             | —                             | —                             | —                             | —                             | —                             | —                             | 42                            | —                             | —                             | 36                            |                                               | The Best of Village People |
| 1994                                                           | Far Away in America                | —                             | —                             | —                             | —                             | 44                            | —                             | —                             | —                             | —                             | —                             | —                             |                                               | Sin álbum                  |
| 1999                                                           | Y.M.C.A. Remix                     | —                             | —                             | —                             | —                             | —                             | —                             | —                             | —                             | —                             | —                             | 35                            |                                               | Sin álbum                  |
| 2013                                                           | Let's Go Back to the Dance Floor   | —                             | —                             | —                             | —                             | —                             | —                             | —                             | —                             | —                             | —                             | —                             |                                               | Sin álbum                  |
| «—» Denota que el sencillo no ingresó en las listas de éxitos. |                                    |                               |                               |                               |                               |                               |                               |                               |                               |                               |                               |                               |                                               |                            |